# Mircea Buga
Mircea Buga (n. 11 septembrie 1968, Chișinău) este un medic și politician din Republica Moldova, care a fost Ministru al Muncii, Protecției Sociale și Familiei al Republicii Moldova din 30 iulie 2015 pînă în 20 ianuarie 2016. Anterior, între 18 februarie 2015, și 30 iulie 2015 a fost Ministru al Sănătății al Republicii Moldova, succedându-l pe Andrei Usatîi (2011-2015). În Guvernul Streleț, a făcut efectiv rocadă cu Ruxanda Glavan, preluând Ministerul Muncii, Protecției Sociale și Familiei de la aceasta și cedând Ministrul Sănătății.
Buga a mai fost director general al Companiei Naționale de Asigurări în Medicină (din anul 2009), iar până atunci a deținut funcția de viceministru al Sănătății (2007-2009).
Mircea Buga este căsătorit și are doi copii.